# Stazione di Catanzaro Sala
Stazione di Catanzaro Sala 2008-ban bezárt vasútállomás Olaszországban, Catanzaro településen.

## Vasútvonalak
Az állomást az alábbi vasútvonalak érintették:
- Lamezia Terme-Catanzaro Lido-vasútvonal

## Kapcsolódó állomások
A vasútállomáshoz az alábbi állomások vannak a legközelebb:
- Caraffa-Sarrottino railway halt